# Hugo Mohr
Hugo Mohr (ur. prawdopodobnie 1841 w Opolu, zm. 12 października 1914 w Königshütte (Królewskiej Hucie), obecnie Chorzów) – pierwszy sekretarz miasta, autor pierwszej monografii Königshütte.

## Życiorys
Urodził się w katolickiej rodzinie niższego urzędnika pocztowego. Niewiele wiadomo o latach jego młodości. Podjął pracę jako urzędnik rejencji w Opolu.
W 1869 mianowany sekretarzem miasta Königshütte, od 1874 sekretarz powstałego w tym mieście urzędu stanu cywilnego.
Autor pierwszej monografii miasta Königshütte, obejmującego obszar dzisiejszego śródmieścia Chorzowa, wydanej w 1890 pt. „Geschichte der Stadt Konigshütte in Oberschlesien. Aus Urkunden und amtlichen Aktenstücken”.
Mieszkał w Königshütte przy rynku, później przy obecnej ul. Wolności (Kaiserstrasse) oraz przy obecnej ul. Jagiellońskiej (Meitzenstrasse). Zmarł 12 października 1914.